# Stegnosperma
Stegnosperma je jediný rod čeledi Stegnospermataceae vyšších dvouděložných rostlin z řádu hvozdíkotvaré (Caryophyllales). Jsou to liánovité dřeviny, rostoucí ve 3 druzích v Mexiku, Střední Americe a na Karibských ostrovech.

## Popis
Zástupci rodu Stegnosperma jsou keře a liány s dužnatými střídavými listy bez palistů. Listy jsou řapíkaté, vejčité, oválné nebo obvejčité, s celokrajnou čepelí a zpeřenou žilnatinou.
Květy jsou pravidelné, pětičetné, ve vrcholících nebo hroznovitých latách. Kališní i korunní lístky jsou volné, kalich je vytrvalý. Tyčinek je 10, jsou volné nebo přirostlé k bázi koruny, navzájem na bázi srostlé. Semeník je svrchní, srostlý ze 3 až 5 plodolistů, s jedinou komůrkou a volnými krátkými zahnutými čnělkami. V každém plodolistu je jediné vajíčko. Plodem je tobolka se 3 až 5 chlopněmi. Semena jsou téměř celá obalená dužnatým míškem.

## Rozšíření
Rod Stegnosperma zahrnuje 3 druhy. Druh S. cubense je rozšířen v Mexiku, Střední Americe a na Karibských ostrovech, zbývající druhy jsou endemity Mexika.

## Taxonomie
Rod Stegnosperma byl v minulosti často řazen do čeledi líčidlovité (Phytolaccaceae), od níž se odlišuje přítomností koruny v květech a anatomickými znaky. Někteří autoři (Dahlgren,
Tachtadžjan) jej řadili do samostatné čeledi Stegnospermataceae v rámci řádu hvozdíkotvaré (Caryophyllales) stejně jako je tomu dnes.